# The Chaser
The Chaser este episodul 31 al serialului american Zona crepusculară. A fost difuzat pe 13 mai 1960 pe CBS.

## Intriga
Roger Shackleforth este îndrăgostit lulea de Leila, o tânără dezinteresată care îl joacă pe degete. Un străin îi oferă cartea de vizită a unui bătrân pe nume „A. Daemon” și-i spune că acesta îi poate rezolva problemele. Roger îl vizitează, iar bătrânul îi vinde elixirul dragostei în valoarea de 1 dolar. Acesta toarnă poțiunea într-un pahar de șampanie; Leila se îndrăgostește nebunește de el și cei doi se căsătoresc, însă dragostea fetei devine în curând sufocantă.
Roger se întoarce la profesor pentru a cumpăra un „antidot” - de fapt, o otravă - cu 1.000 de dolari, pierzându-și astfel toate economiile sale. Daemon îl avertizează că soluția este inodoră, insipidă și nedetectabilă, dar trebui utilizată înainte ca acesta să fie copleșit de teamă și să-și piardă curajul. După ce Roger pleacă, profesorul cugetă: „Mai întâi, ′stimulentul′... și apoi ′antidotul′”.
Când sosește acasă, Roger pregătește un pahar de șampanie cu noua poțiune. În momentul în care se pregătește să i-l ofere Leilei, aceasta dezvăluie - arătându-i botinele pentru bebeluși pe care le tricotează - că este însărcinată; Roger este șocat și scapă ambele pahare. Realizează că oricum nu i-ar fi putut administra soluția, iar apoi își piere cunoștința.
Pe terasa lui Roger, Daemon se relaxează fumând un trabuc, iar după ce fumul expirat se transformă într-o inimă, acesta dispare.